# Mycoplasma canadense
Mycoplasma canadense è una specie di batterio appartenente alla famiglia delle Mycoplasmataceae.